# پادشاهی خدا
مفهوم پادشاهی خدا یا ملکوت الهی در همۀ ادیان ابراهیمی یعنی یهودیت، مسیحیت و اسلام وجود دارد. در برخی از موارد از آن به عنوان پادشاهی آسمان یا شاهی خدا نیز یاد می‌شود.

## در یهودیت
در کتاب مقدس عبری از پادشاهی خدا به عنوان «پادشاهی او» یا «پادشاهی تو» یاد شده است. واژه «ملکوث» در عبری به معنای پادشاهی است و وقتی این واژه در کنار خدا می‌آید، همیشه به اقتدار وی یا به حکمرانی او به عنوان پادشاه آسمانی اشاره دارد.
در موارد متعددی در کتاب‌های مقدس یهودیت، از عبارت تاج و تخت خدا استفاده شده است. گرچه پژوهشگرانی همچون سعادیا گائون و ابن میمون این عبارت را به عنوان تمثیل و کنایه در نظر گرفته‌اند.

## در مسیحیت
«پادشاهی خدا» و شکل معادل آن «پادشاهی آسمان» در انجیل متی یکی از عناصر اصلی آموزه‌های عیسی در عهد جدید است. انجیل مرقس نشان می‌دهد که انجیل خبر خوب در مورد پادشاهی خدا است. این اصطلاح مربوط به پادشاهی مسیح بر همه آفریده‌ها نیز است. عبارت پادشاهی «آسمان» اساساً به دلیل حساسیت یهودیان در مورد گفتن «نام» (خدا) در انجیل متی ظاهر می‌شود. عیسی به اندازه بازگشت آن پادشاهی، پادشاهی خدا را آموزش نداد. مفهوم بازگشت پادشاهی خدا (همان‌طور که در زمان موسی نیز بوده است) ۶۰ سال پیش از تولد عیسی در «کنعان» به یک جنبش تبدیل شد و پس از او نیز برای حدود ۱۰۰ سال همچنان حضور داشت. با بهره‌گیری از آموزه‌های عهد عتیق در می‌یابیم که ویژگی‌های رابطه بین خدا و بشریت در مسیحیت ذاتاً شامل مفهوم «پادشاهی خدا» نیز است.

## در اسلام
در قرآن، خداوند پادشاهی هر چیز است و به هر کس که بخواهد پادشاهی می‌دهد و از هر کس که بخواهد می‌گیرد. در آیه ۲۳ سوره حشر نیز یکی از ویژگی‌های خداوند را مَلِک یا پادشاه دانسته است.